# Bună Ziua Brașov
Bună Ziua Brașov este un ziar regional din Transilvania din România. 